# الأسرة الأرغية
الاسرة الارجيدية (باليوناني: Ἀργεάδαι , ارجياداي) سلالة ملكية من مقدونيا القديمة. كانت السلالة المؤسسة والحاكمة لمملكة مقدونيا القديمة من 700 إلى 310 قبل الميلاد تعود اصولهم إلى مدينة ارجوس في اقليم بيلوبونيز ومن هنا اشتقوا الاسم من منطقتهم
يعد فيليب الثاني وابنه الاسكندر الاكبر من أشهر أعضاء السلالة واكثرهم حفاوة، بحلول عهد الملك فيليب توسعت الحدود لتشمل مقدونيا العليا، وبحلول عهد ابنه توسعت مقدونيا تدريجيا لتسيطر على كل اليونان، وتهزم الامبراطورية الفارسية الاخمينية ولتشمل مصروتصل إلى الهند، طبقا لكلام المؤرخ الشهير هيرودوتس فان مؤسس العائلة هو الملك بريديكاس غير ان بعض المؤرخين اللاحقين يزعم ان كارانوس هو المؤسس الحقيقي 

## اصل الاسم والمنشأ
كلمة ارجيد باليوناني Ἀργεῖος (ارجيوس) والتي تعني " من ارجوس "  ورد ذكر الكلمة لأول مرة في اشعار هوميروس كاحد الأسماء التي يتسمى بها الإغريق ("Ἀργείων Δαναῶν)
يزعم الارجيديون ان نسلهم ينحدر من تيمينوس من ارجوس حفيد حفيد البطل الاسطوري هرقل
اثناء التنقيب عن القصر الملكي في فيرغينا اكتشف عالم الآثار اليوناني مانوليس اندرونيكوس نقوش قديمة عن انتسابهم لهرقل، ويشهد بذلك هرودوتس في كتابه التاريخ حينما ذكر قصة لثلاث اخوة من نسل تيمينوس حفيد حفيد هرقل
وهم غاونيس، ايروبس وبريديكاس هربوا من ارجوس إلى الإيليريون ومن عندهم إلى مقدونيا العليا، في بلدة تسمى ليبيا أو ليفيا باليونانية القديمة "Λεβαίη" حيث خدمو الملك إلى ان طلب منهم مغادرة ارضه معتقدا بفال ان شيئا عظيما سيحدث لبريدكاس، ذهب الاخوة إلى جزء اخر من مقدونيا بالقرب من حديقة ميداس التي يقف فوقها عاليا جبل فيرميو هناك اقاموا مساكنهم وشيئا فشيئا اسسوا مملكتهم الخاصة مقدونيا وكان بريديكاس أول ملوكها 
وهناك دائما قول بان المقدونيين ليسوا اغريق غير ان هيرودوتس يروي حادثة لاحد ملوك مقدونيا وهو الاسكندر الاول المقدوني حينما اراد المشاركة في الألعاب الاولمبية عام 504 أو 500 قبل الميلاد حيث شارك المشاركون في مشاركة الملك المقدوني في المنافسة على أساس أنه ليس يونانيًا الا ان أحد الحكام تفحص نسبه اكد انه من الإغريق وسمح له بالمشاركة.

## الملوك الأرجيديون
| الملك                    | فترة الحكم              | ملاحظة |
| ------------------------ | ----------------------- | --- |
| كارانوس                  | 808 إلى 778 قبل الميلاد | يعتقد انه مؤسس السلالة وأول ملوكها |
| كوينوس                   | 778 إلى 750 قبل الميلاد | |
| تيريماس                  | 750 إلى 700 قبل الميلاد | |
| بريديكاس الاول           | 700 إلى 678 قبل الميلاد | حسب هيرودوتس انه هو مؤسس السلالة وأول ملوكها                                                                                               |
| ارغايوس الاول            | 678 إلى 640 قبل الميلاد | |
| فيليب الاول              | 640 إلى 602 قبل الميلاد | |
| ايروبوس الاول            | 602 إلى 576 قبل الميلاد | |
| الكيتاس الاول            | 576 إلى 547 قبل الميلاد | |
| امينتاس الاول            | 547 إلى 498 قبل الميلاد | |
| الاسكندر الاول           | 498 إلى 454 قبل الميلاد | |
| بريديكاس الثاني          | 454 إلى 413 قبل الميلاد | |
| ارخيلاوس الاول           | 413 إلى 399 قبل الميلاد | |
| اوريستيس وايروبوس الثاني | 399 إلى 396 قبل الميلاد | |
| ارخيلاوس الثاني          | 396 إلى 393 قبل الميلاد | |
| امينتاس الثاني           | 393 قبل الميلاد         | |
| باوسانياس                | 393 قبل الميلاد         | |
| امينتاس الثالث           | 393 قبل الميلاد         | |
| ارغايوس الثاني           | 393 إلى 392 قبل الميلاد | |
| امينتاس الثالث           | 392 إلى 370 قبل الميلاد | اعيد إلى العرش بعد سنه |
| الاسكندر الثاني          | 370 إلى 368 قبل الميلاد | |
| بطليموس الأول            | 368 إلى 365 قبل الميلاد | |
| بريديكاس الثالث          | 365 إلى 359 قبل الميلاد | |
| امينتاس الرابع           | 359 قبل الميلاد         | |
| فيليب الثاني             | 359 إلى 336 قبل الميلاد | وسع الاراضي المقدونية لتحتل مركزا مهيمنا في البلقان ووحد معظم المدن الاغريقية في الرابطة الكورنثية تحت قيادته                              |
| الاسكندر الثالث          | 336 إلى 323 قبل الميلاد | المعروف بالاسكندر الأكبر أشهر ملك مقدوني وأحد اعظم القادة العسكريين في التاريخ في ذروة حكمه كان ملك مقدونيا وشاه فارس وفرعون مصر وملك آسيا |
| انتيباتر                 | 334 إلى 323 قبل الميلاد | كان وصي على مقدونيا اثناء غياب الاسكندر الأكبر في حملاته العسكرية في اسيا                                                                  |
| فيليب الثالث             | 323 إلى 317 قبل الميلاد | ابن فيليب الثاني واخ الاسكندر الأكبر الغير شقيق كان ملك صوري فقط بعد وفاة الاسكندر                                                         |
| الاسكندر الرابع          | 323 إلى 310 قبل الميلاد | ابن الاسكندر الأكبر من زوجته روكسانا كان ملك صوري فقط وقتل بعمر صغير قبل ان يتمكن من حكم مقدونيا                                           |

## معرض صور

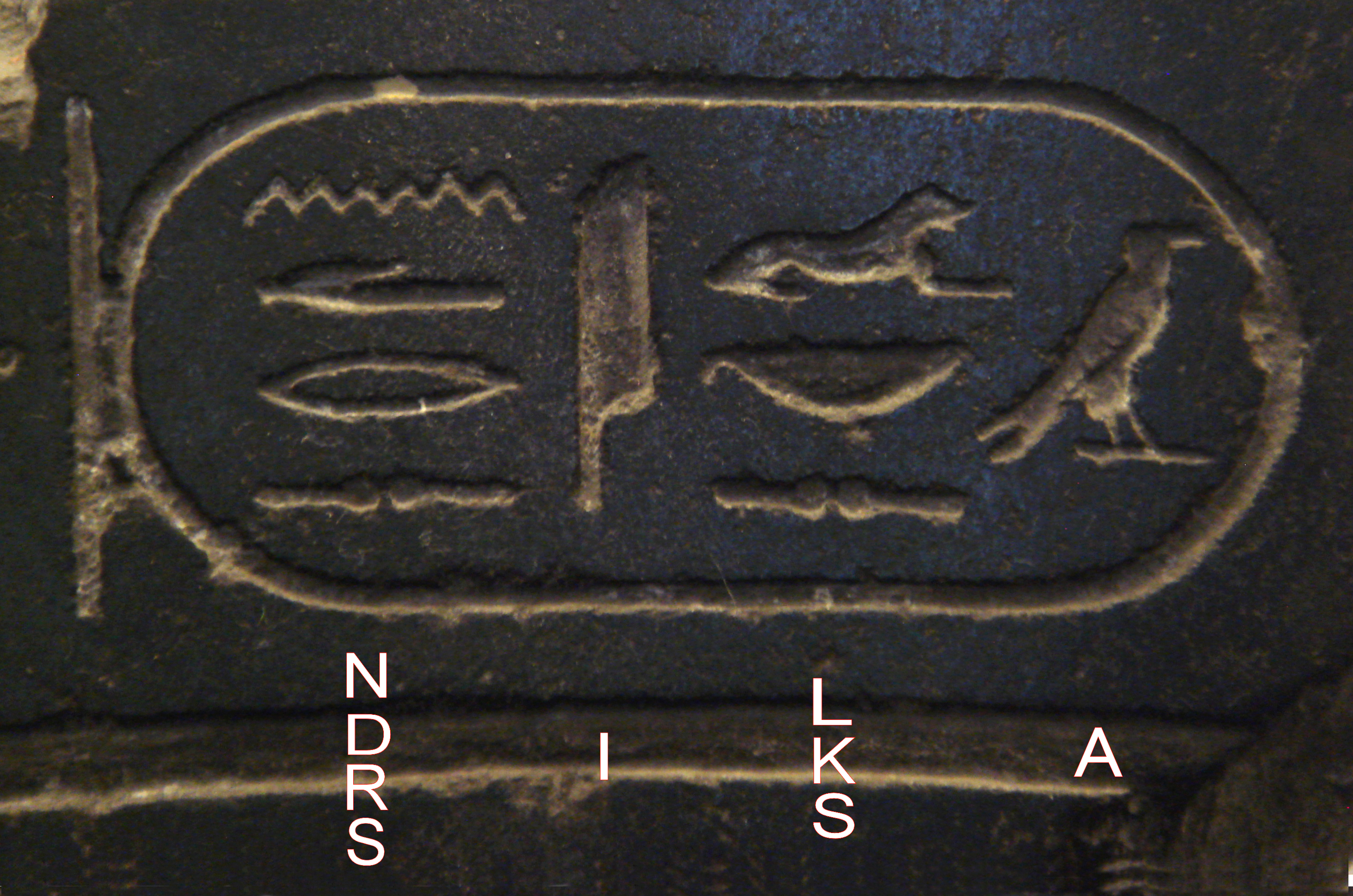
اسم الإسكندر الأكبر بالهيروغليفية المصرية (مكتوب من اليمين إلى اليسار) ، ج. 332 قبل الميلاد . متحف اللوفر.
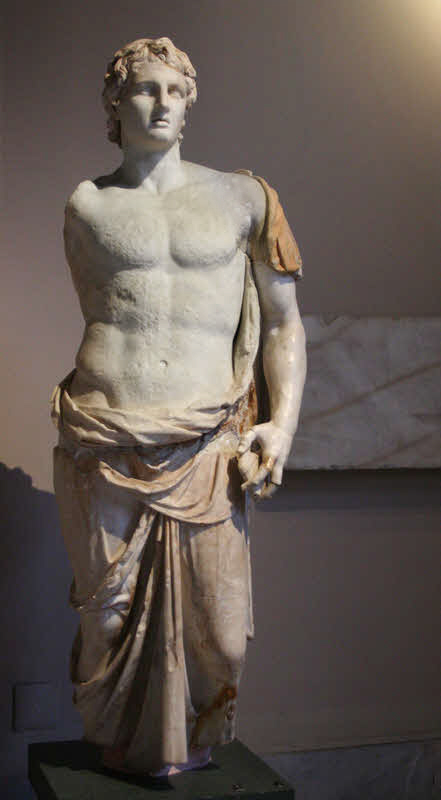
تمثال الإسكندر الأكبر في متحف اسطنبول للآثار
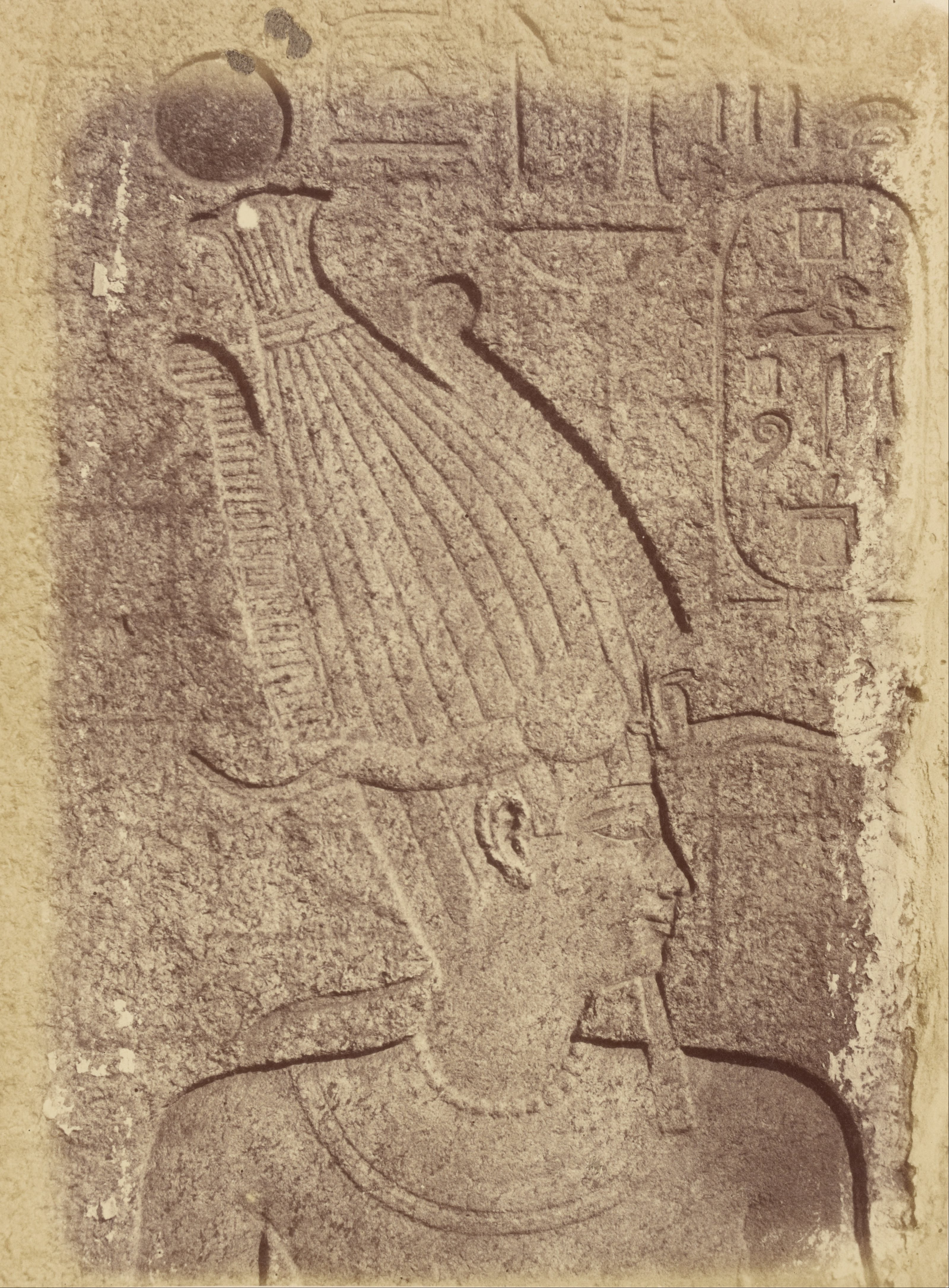
نقش لفيليبوس الثالث المقدوني يظهر فيه كفرعون. عثر عليه في الكرنك
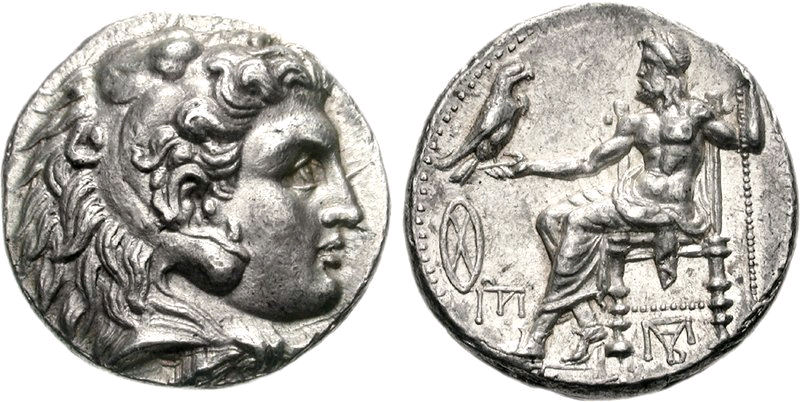
عملات معدنية نقش عليها صورة فيليبوس الثالث المقدوني
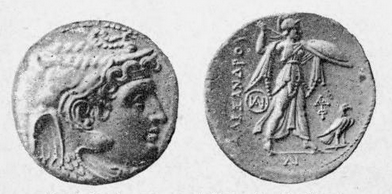
عملات معدنية نقش عليها صورة الإسكندر الرابع المقدوني